# Алопеус, Максим Максимович
Максим Максимович Алопеус (швед. Magnus Maximilian Alopaeus; 21 января 1748, Выборг — 6 июня 1822 или 16 мая 1822, Франкфурт-на-Майне) — русский дипломат, посол в Пруссии и Великобритании, старший брат Д. М. Алопеуса.

## Биография
Сын лютеранского пастора из рода финских шведов Алопеус, родился в Выборге. Готовясь к духовному званию, изучал в Або и Геттингене богословие, но по окончании университетского курса посвятил себя дипломатической карьере.
В 1768 году принят на русскую службу. Был сначала секретарём у графа Н. И. Панина, а затем, по протекции последнего, директором канцелярии Коллегии иностранных дел.
Масон, в начале 1770-х член ряда лож в Гамбурге. В этот же период стал мастером стула петербургской ложи «Гигея».
В 1783 году Алопеус был назначен русским посланником ко двору епископа Любекского, в Эйтин. По возвращении оттуда вел частную переписку цесаревича Павла с Фридрихом II. В 1789—1795 жил в Берлине, числился «простым путешественником», однако вёл дипломатические переговоры, в том числе о польских делах с начальником масонского Ордена Бишофсвердером. В Берлине его посещали представители московского масонства М. И. Багрянский и А. М. Кутузов.
В бытность свою при прусском дворе, который он сумел расположить к Российской империи, Алопеус приобрёл особенную благодарность Фридриха Вильгельма II и при самых неблагоприятных политических условиях проявил как дипломат большую ловкость, так что даже после Базельского мира мог оставаться в Нижней Саксонии и в 1802 году назначен посланником в Берлин.
Весною 1807 года Алопеус был отправлен чрезвычайным послом в Лондон, где Тильзитский мир вскоре положил предел его миссии. 11 ноября 1809 года был по прошению уволен от службы императором Александром I.

Алопеус, по описаниям графа Ф. Г. Головкина:
имел внешность выскочки из мужиков и отличался более тонкостью и хитростью, чем умом. Знания его ограничивались канцелярским формализмом и не проникали в глубь политики.
По окончании Аахенского конгресса, в котором он принимал участие, Алопеус в 1820 году поселился в интересах своего здоровья во Франкфурте-на-Майне и умер там же 6 января 1822 года.

## Награды
- Орден Святого Владимира 3-й степени[9]
- Орден Святого Владимира 2-й степени (2 сентября 1793)[10]
- Орден Святой Анны 1-й степени (24 марта 1798)[10]
- Орден Святого Александра Невского (5 мая 1799)[10]

## Семья

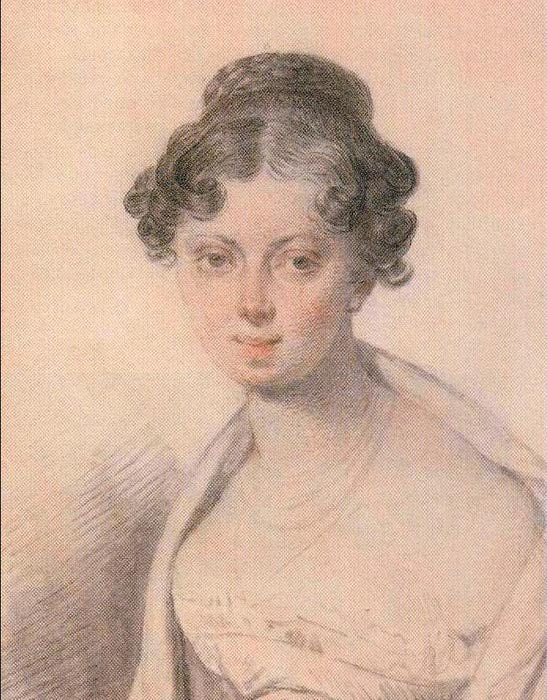
дочь Наталья (1814)

Первым браком был женат на Софии Луизе фон Кваст (1765—1797).
Дочь: Наталья (1796—1823) — с 1814 года супруга Константина Христофоровича Бенкендорфа.
В 1799 году вступил во второй брак с Луизой-Шарлоттой-Августой, урождённой фон Вельтхейм (1768—1851).